# Милюков, Василий Петрович
Василий Петрович Милюков (26 июля (7 августа) 1814 — 20 февраля (3 марта) 1872) — генерал-лейтенант Русской императорской армии.

## Биография
Был вторым сыном в дворянской семье Петра Ивановича Милюкова и Прасковьи Васильевны (урожд. Лепёхина), владельцев усадеб Поддубье, Островки и другие Вышневолоцкого уезда Тверской губернии (ныне Удомельский район Тверской области).
В 1833 году был выпущен из Пажеского корпуса прапорщиком во 2-ю лёгкую батарею лейб-гвардии Конной артиллерии.
В 1848 году произведён в полковники и назначен командиром образцовой конной батареи. В августе 1856 года он был назначен начальником лейб-гвардии Конной артиллерии с производством в генерал-майоры; командовал ею до 6 декабря 1864 года
В генерал-лейтенанты он был произведён 30 августа (11 сентября) 1863 года, а в следующем году зачислен в запасные войска.
Похоронен в Санкт-Петербурге на Новодевичьем кладбище.

## Награды
- орден Св. Анны 1-й ст. (1862)
- орден Св. Анны 2-й ст. (1850); императорская корона к нему (1852)
- орден Св. Станислава 1-й ст. (1857)
- орден Св. Станислава 3-й ст. (1845)
- орден Св. Владимира 3-й ст. (1856)
- орден Св. Владимира 4-й ст. (1854)
- знак отличия «За XX лет службы» (1858)
- знак отличия «За XV лет службы» (1851)